# Passiflora colinvauxii
Passiflora colinvauxii är en passionsblomsväxtart som beskrevs av Ira Loren Wiggins. Passiflora colinvauxii ingår i släktet passionsblommor, och familjen passionsblomsväxter. Inga underarter finns listade i Catalogue of Life.

## Bildgalleri

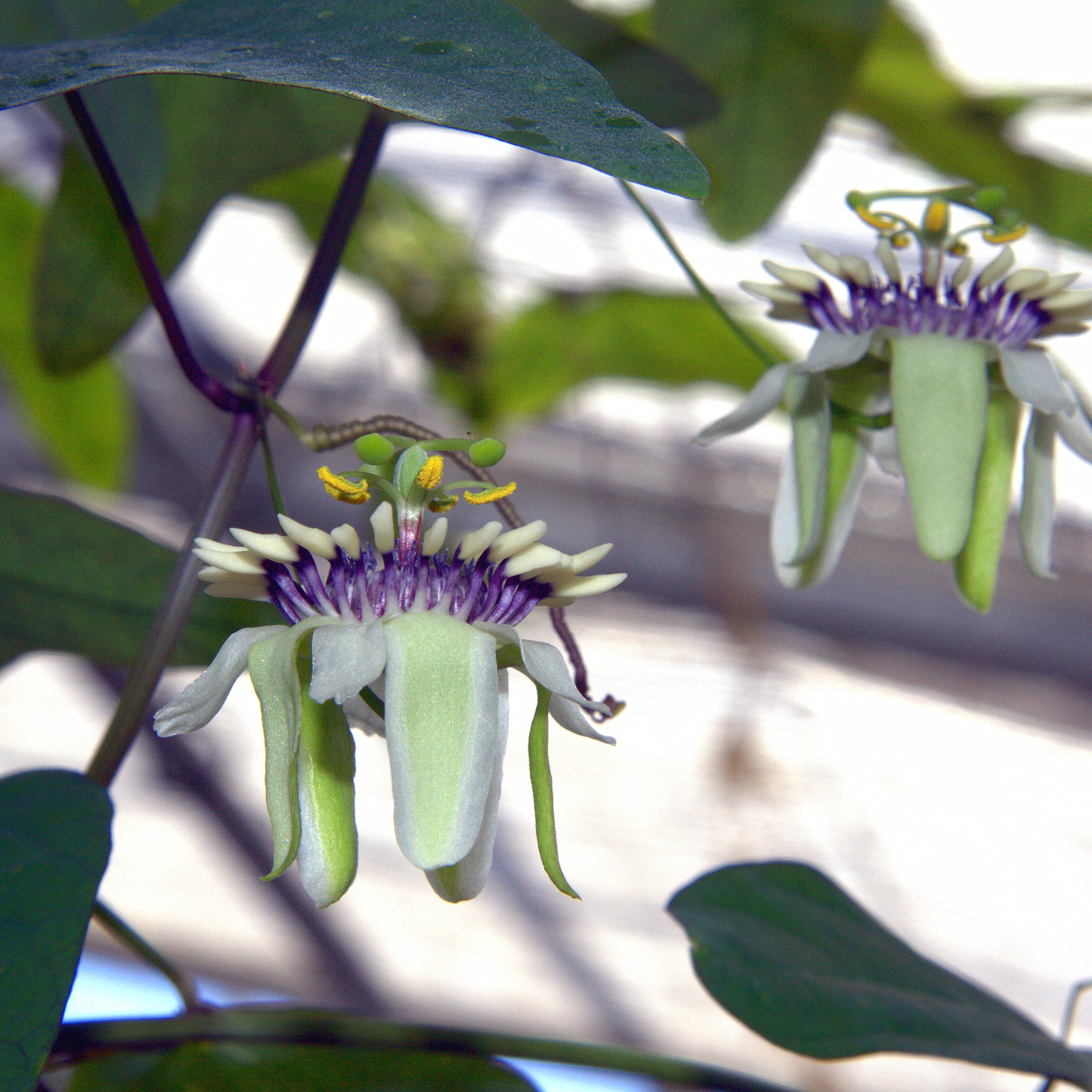